# Freevo
Freevo ist ein Computerprogramm, um Musik, DVDs, Fernsehen und Spiele auf einem PC unter einer einheitlichen Oberfläche abzuspielen. Die Software soll auf allen Betriebssystemen lauffähig sein, wobei jedoch Windows nur begrenzt unterstützt wird. Freevo ist freie Software, das heißt unter anderem, dass sie kostenlos abgegeben wird. Als weiterer Vorteil wird angegeben, dass das Programm nahezu alle bekannten Dateiformate abspielen kann. Dabei hat die Plattform keinen eingebauten Kopierschutz, so dass zum Beispiel Inhalte aus dem Fernsehen auch kopiert werden können. Bedient wird die Oberfläche per Tastatur oder Fernbedienung.
Freevo wurde 2007 zum Google Summer of Code zugelassen, so dass Google die Weiterentwicklung für ein halbes Jahr finanziell unterstützt. Das Programm wurde bisher rund 200.000 mal heruntergeladen.